# Scaptognathus sabularius
Scaptognathus sabularius is een mijtensoort uit de familie van de Halacaridae. De wetenschappelijke naam van de soort is voor het eerst geldig gepubliceerd in 1961 door André.